# تاریخ‌نگاری علم
تاریخنگاری به معنای مطالعهٔ تاریخ و روش‌شناسی زیرمجموعه‌ای از رشتهٔ تاریخ، به نام تاریخ علم است که شامل مطالعهٔ روش‌ها، نظریه‌ها، و مکاتب موجود در رشتهٔ تاریخ، یا به عبارت دیگر، مطالعهٔ تاریخ تاریخ علم است.
علم مانند هر معرفت بشری، واجد تحولات و فراز و فرودهای فراوانی است. پس علم، بسان تمام معارف بشری، تاریخی دارد و لذا نیازمند تاریخ‌نگاری است. اما تاریخ‌نگاری علم استانداردها و قواعد روش شناختی خاصی دارد که مورخ علم برای نگارشِ یک تاریخِ علمِ «نزدیک به واقع» و معتبر، لاجرم باید خود را بدانها متعهد بداند. در اینجا بحث را حول سه محور اصلی مطرح می‌کنیم:
۱. تاریخ‌نگاری استقراگرایانه ۲. تاریخ‌نگاری قراردادگرایانه، و ۳. رویکردِ بدیلی که می‌توان آن را «تاریخ نگاریِ مبتنی بر رویکرد عقلانیت نقاد» نامید. (این تقسیم‌بندی وام گرفته از کتاب جوزف آگاسی (Joseph Agassi) تحت عنوان «علم و تاریخ آن»[۱] است)
در واقع در این نوشتار، با بررسی دو رویکرد نخست، و تشریح حدود و ثغور، مبانی و انتقادات وارد بر آنها، رویکرد سومی پیشنهاد می‌شود که فاقد معایبِ دو رویکرد نخست بوده و خود واجد مؤلفهٔ مهمی است که هر مورخی می‌تواند در تاریخ‌نگاری خود آن را بکار گیرد تا تاریخِ منقّح و معقولی عرضه کند.
1. تاریخ‌نگاری استقراگرایانه (Inductivist Historiography)

یک ویژگی عمدهٔ تاریخ‌نگاری استقراگرایانه این است که این رویکرد به لحاظ فلسفی و ملاحظات روش شناختی بسیار متأثر از فلسفهٔ بیکنی است. به همین دلیل این رویکرد با نام استقراء گره خورده است و می‌توان آن را «رویکرد استقراگرایانه» نامید. در واقع «فرانسیس بیکن یکی از نخستین تحلیل گرانی است که مکتوباتی دربارهٔ نحوهٔ نگارش آثار علمی آغاز کرد.» (Agassi, p.21) رویکرد بیکنی به علم این است که در سیر تحول علم، متفکران و دانشمندان را می‌توان به دو دستهٔ روشنفکر یا متحجّر تقسیم کرد. و مورخ با توجه به یک چنین نگاهی است که تاریخ خود را می‌نگارد. متفکران حقیقیِ علمی نگر به امور واقع توجه می‌کنند و واقعیات را آنچنان که هست می‌بینند، سخن گزاف نمی‌گویند، دچار خرافات و گرفتار پیش داوری‌ها و بت‌های ذهنی نمی‌شوند. در مقابل، دستهٔ دوم کسانی هستند که گرفتار پیش داوری هستند و به واقعیت‌ها توجه نمی‌کنند. این تقسیم‌بندی سیاه و سفید در این نوع تاریخ‌نگاری به وضوح دیده می‌شود.
به علاوه، در این رویکرد، مورخْ وقایع را بر حسب ترتیب زمانی مرتب می‌کند، و این ترتیب زمانی نیز مبتنی بر همان کتب درسیِ زمانهٔ مورخ است؛ لذا کتب درسی عامل مهمی برای مورخی است که رویکرد استقراگرایانه را اتخاذ کرده است. البته از آنجا که این مورخان نمی‌خواهند صرفاً به گاه‌شماری بپردازد، قدری هم از زندگینامهٔ دانشمندانِ تحت بررسی مطالبی بیان می‌کنند. قاعدتاً وقتی مورخ چنین قرائتی سیاه-سفیدی از تاریخ به دست می‌دهد، لاجرم خواننده با گزینشی از سوی مورخ مواجه است. به تعبیر دیگر، «بیکنی‌ها از ذکر همهٔ عقاید خودداری می‌کنند، و صرفاً به واقعیت‌ها می‌چسبند.» (Agassi, p.30) فی المثل در این تاریخ‌نگاری اشاره ای به نظریهٔ اختلال نیوتن (Newton’s perturbation theory) نمی‌شود، چراکه این نظریه متضمن این ادعاست که مدار سیارات کاملاً بیضی نیستند و باید تصحیحاتی در آن لحاظ شود. از دید این مورخان، دانشمندان در قالب‌های سیاه و سفید قرار دارند و کپلر در طیفِ سفید این دسته‌بندی قرار دارد که به حقایق دست یافته است و لذا چندان جالب و خوشایند نیست که با روایتی که عرضه می‌کنیم، شاهد آن باشیم که دستاوردهای او کمی بعد مورد مناقشه قرار گرفته است؛ زیرا کپلر کماکان باید به عنوان قهرمان علم همواره در صدرنشین باشد و ذکر نظریهٔ اختلال نیوتن، قهرمان بودن این چهره را خدشه دار می‌کند. به عبارتی می‌توان گفت که رویکرد استقراگرایانه رویکردی «قهرمان پرور» است.
البته اینگونه نیست که در این رویکرد مطلقاً بر اشتباهات دانشمندان سرپوش گذاشته شود، البته اشاره ای بدانها می‌شود، اما این اشاره در جایی است که باید به دانشمند امتیاز مثبت و منفی داد. فی المثل مورخی به نام فلوریَن کَجوری (Florian Cajori) به گیلبرت به خاطر کشف میدان مغناطیسی زمین امتیاز مثبت می‌دهد، اما به خاطر اینکه قطب مغناطیسی زمین با قطب جغرافیایی آن یکسان نیست، ولی او آن را یکسان می‌پندارد، امتیاز منفی می‌دهد. (Agassi, p.127) چراکه بر اساسِ کتب درسیِ امروز این دو قطب کاملاً برهم منطبق نیستند.
این ویژگی البته تبعاتی خواهد داشت: یعنی زمانی که کتب درسی تغییر می‌کنند، مورخ مجبور است که روایت خود را از ماجراهای تاریخی یکباره عوض کند و مطابق و متناسب با کتب درسیِ رایج، تاریخ خود را بازتدوین کند. فی المثل، فلوریَن کجوری در چاپ اول کتابِ «تاریخ فیزیک»[۲] خود (در سال ۱۸۹۹) به همهٔ کسانی که به الکترون اعتقاد داشتند، امتیاز منفی می‌دهد (ibid) به دلیل آنکه در آن زمان هنوز الکترون در کتب درسی مطرح نشده و کسانی که چنین عقایدی را مطرح دارند گویا به واقعیت‌ها اعتنایی نداشته‌اند و گرفتار خرافات شده‌اند و از مسیر علم منحرف شده‌اند. اما همین کجوری در ویراست دوم کتاب خود در سال ۱۹۲۹ به باورمندان به الکترون امتیاز مثبت می‌دهد. (ibid) به دلیل اینکه الکترون در آن زمان در کتب درسی وجود دارد و کاملاً مفهوم مقبول و جاافتاده ای قلمداد می‌شود. استدلال این مورخان این است که وفاداری به کتب درسی، اصل و مبنا است.
یا فی المثل اپتیک نیوتنی (Newtonian optics) را در نظر بگیرید. اواخر قرن ۱۹ این نظریه فرضیه بافی و پیش داوری (prejudice) محسوب می‌شد. به دلیل اینکه در آن زمان نظریهٔ موجی سیطره داشت. اما با ورود به قرن بیستم، نظریهٔ ذره ای سیطره می‌یابد و حالا دیگر نظریهٔ نیوتن فرضیه بافیِ خرافه آلودِ پیش داورانه در نظر گرفته نمی‌شود. (ibid) همان‌طور که ملاحظه می‌کنید، رویکرد استقراگرایانه به تاریخ، نگرشی ویگی به تاریخ دارد.
تا اینجا بر نقش عمدهٔ کتب درسی در این نوع تاریخ‌نگاری انگشت تأکید گذاشتیم. اما جالب اینجاست که همواره اینطور نیست که تغییر در کتب درسی صرفاً باعث نگاشتن تاریخ علم شود. گاهی اوقات کتب درسی عوض نمی‌شود ولی همچنان کتابهای تاریخ علمِ جدیدی در همان بازهٔ زمانی که کتب درسی عوض نشده و تحول بنیادینی رخ نداده، نگاشته می‌شود؛ زیرا این نوع تاریخ‌نگاری کارکردی چون برگزاری مراسم آئینی (ritual) دارد. این کارکرد آئینی (Ritualistic Function) در واقع یک نوع قهرمان سازی است: یعنی حتی زمانی که کتابهای جدیدی هم نوشته نشده، همچنان این آئین و مراسم بزرگداشت قهرمانان علم پا برجاست. (ibid, p.127-8)
می‌توان قاعدهٔ رویکرد استقراگرایانه را در نگارش تاریخ بدین گونه صورتبندی کرد که آنها عمدتاً پرسش‌های خود را در ذیل سه پرسش اصلی مطرح می‌کنند: اینکه چه کسی چه چیزی را در چه زمانی کشف و ارائه کرده است. (ibid, p.131) و چون در این نوع تاریخ‌نگاری تأکید بر این است که باید به واقعیات و نه فرضیه‌ها نظر بدوزیم، توجهی به نظرپردازی‌های فلسفی وحتی آموزه‌های فلسفهٔ علم نمی‌شود. مورخ صرفاً باید به دنبال این باشد که چگونه ایده‌ها را از واقعیات نتیجه بگیرد. در حالی که امروزه_ در پرتو نظریه‌های فلسفهٔ علم_ می‌دانیم که ایده‌های علمی از واقعیت‌های علمی نتیجه نمی‌شوند و این تلقی استقراگرایانه پاک اشتباه است. ایده‌های علمی ابتدائاً حدس‌هایی هستند که ما آنها را به آزمون می‌گذاریم.
باری، تاریخ‌نگار استقراگرا به دلیل نوع فلسفه‌ای که اتخاذ کرده است، در تاریخ نگاریِ خود گرفتار سه نوع مشکل عمده می‌شود: (ibid, p.131)
(الف) مسائل وقایع نگارانه یا گاه شناختی (chronological problems)؛ (ب) مسائل ناظر به اولویّت کشف (priority problems)؛ و (ج) مسائل مربوط به مرجعیّت (authorship problems).
الف) مسائل وقایع نگارانه، مربوط به تاریخ گذاریِ رویدادها است. به همین دلیل تبیین مسائل مهم یا نادیده گرفته می‌شوند یا از چشم مورخ پنهان می‌مانند؛ مثلاً زمانی که جرج سارتون (George Sarton) دربارهٔ نیوتن قلم می‌زند و با این واقعیت تاریخی مواجه می‌شود که نیوتن انتشار کتاب اصولِ (Principia) خود را به تعویق انداخت، توضیح و تبیینی برای آن ندارد: آیا مشکلات نشر کتاب عامل تعویق آن بوده؟ آیا مسائل علمیِ مندرج در کتاب اشکالاتی داشته؟ آیا مسئلهٔ شخصی یا مالی نیوتن در آن دخیل بوده؟ پاسخ به همهٔ این پرسش‌ها در گرو این است که ما باید دربارهٔ تفکرات خود نیوتن اطلاعاتی کسب کنیم، و معضلاتی که نیوتن به لحاظ نظری با آن دست به گریبان بوده است، باعث شد که انتشار کتاب خود را به تعویق اندازد.
ب) مسائل ناظر به اولویّت نیز همین دشواری‌ها وجود دارد. فی المثل مشخص نیست که وقتی صحبت از قانون اینرسی (law of inertia) می‌شود، کشف این قانون را باید به چه کسی نسبت بدهیم: گالیله، دکارت یا هیچ‌کدام (همان‌طور که دوئم مدعی این مورد است)؟ (ibid, p.131) دلیل این امر آن است که در این تاریخ‌نگاری صورتبندی دقیق مسئله مشخص نیست و نظریات در طول تاریخ دچار تغییر و تحولات جزئی و کلان می‌شوند؛ مثلاً آینشتاین اینرسی را بر روی ژئودزیک (Geodesic) تعریف می‌کند، اما گالیله آن را بر روی حرکت دایره ای. بدتر از آن اینکه گالیله قاعدتاً بعد از کپلر باید به بیضی اعتقاد می‌داشت اما بدان معتقد نیست. یا شاید اینرسی ای که نزد دکارت و نیوتن روی خط مستقیم تعریف می‌شود مد نظر است؟! کدام مدل اینرسی مد نظر است که ما در پرتو آن، کاشف نظریهٔ اینرسی را مشخص کنیم؟ به این ترتیب، تاریخ‌نگار استقراگرا، به دلیل این گونه مشکلات گاه مجبور می‌شود که بر اساس دریافتی که از کتب درسی دارد، حتی وقایع را قدری دستکاری کند تا با آن قالب‌های خودساختهٔ او سازگار شود.
ج) مسائل مربوط به مرجعیّت: این مسئله را در نظر بگیرید که به چه دلیل باید برای برخی دانشمندان مثل لاوازیه و دالتون کماکان شأن و اعتبار و مرجعیتی قائل شد؟ علیرغم اینکه شهوداً می‌توان گفت آنها دانشمندان مهمی بوده‌اند، اما زمانی که از دید کتب درسی به آنها بنگریم، می‌بینیم که نظریهٔ فلوژیستونِ لاوازیه و بسیاری از نتایج آزمایشگاهی که او استخراج کرده، طرد شده‌اند و حتی شاید بتوان گفت اصلاً نظریهٔ معتبری از او بجا نمانده است. پس چرا اصلاً باید نام او را در تاریخ علم به عنوان یک شخص برجسته ذکر کنیم. شاید بتوان گفت که او تعریف عنصر را مطرح کرده بود، اما در پاسخ می‌توان گفت که این تعریف را بویل هم بیان کرده بود. یا ادعای دیگری مبنی بر اینکه لاوازیه اولین کسی بود که قانون بقای ماده (law of conservation of matter) بیان کرده بود. اما همان‌طور که می‌دانیم، صورتی از این قانون از عهد باستان یونان وجود داشته است. همین‌طور در خصوص دالتون. آیا اتمیسم او مهم است؟ اما آیا دموکریتوس و نیوتن و بویل قبل از او اتمیسم نبوده‌اند؟ نظریه‌های او نیز بر مبنای آخرین کتب درسی طرد شده است. حتی کارهای آزمایشگاهی او هم طرد شده است. پس در این باره چه می‌توان گفت؟ (ibid, p.132-3) در پرتو این قبیل مشکلات که می‌توان گفت این نگرش به تاریخ علم به لحاظ روش شناختی چندان موثق و معتبر نیست.
۲. تاریخ‌نگاری قراردادگرایانه (Conventionalist Historiography)
این رویکرد در واکنش به رویکرد استقراگرایانه شکل گرفت. اگر فلسفهٔ بیکنی بر رویکرد نخست سیطره داشت، در این رویکرد تلفیقی از نگرش کانت، دوئم و پوانکاره بر این رویکرد حاکم است. کانت به ما آموخت که نظریه‌ها مستقیماً از امور واقع نتیجه نمی‌شود و متفکرانی چون پوانکاره نیز بیان کردند که انتخاب میان نظام‌های بطلمیوسی و سایر نظام‌های رقیب، یک امر کاملاً تجربی نیست و عمدتاً مبتنی بر اصل سادگی صورت می‌گیرد. همچنین دغدغه‌هایی که خود دوئم برای پرهیز از اتکای پنهانِ تاریخ‌نگاری بر مؤلفه‌های قرون وسطی داشت، همگی در این تاریخ‌نگاری مؤثر بوده‌اند. این عوامل، تاریخ‌نگاری را به این سمت سوق داد که به جای اینکه نظریه‌ها را در مقولات «درست / غلط» یا «سیاه/ سفید» بازسازی کنیم، از ساختارهای ریاضی آنها سخن بگوئیم. این ساختارهای ریاضی مانند کشوهایی هستند که شواهد تجربی را می‌توان در آنها ریخت و اینکه در گزارش‌های تاریخی کدام کشو را به نظریه اختصاص دهیم کاملاً به انتخاب ما بستگی دارد و این انتخاب‌ها نیز عمدتاً بر اساس سادگی صورت می‌گیرد نه معیارهای مبتنی بر «صدق/ کذب» یا «درست/ نادرست».
لذا در این رویکرد تاریخ نگارانه که دوئم پایه‌گذار آن است، آنچه حائز اهمیت است، معیار سادگی و درجات سادگی است و این معیار سادگی نیز البته مطلق نیست؛ لذا مواجهه با خوب و بدِ مطلقِ استقرگرایان، در اینجا با نوعی پیوستگی (continuity) مواجه هستیم. پس در تاریخ علم از این منظر، رشدِ نظریه‌های ساده است و کار مورخ هم این است که وامداریِ قهرمانان علم را به پیشینیانِ خود نشان دهد (مثلا وامداری نیوتن به دکارت یا گالیله به قرون وسطی و …). این نگرش به تاریخ علم، تاریخ را طوری نشان می‌دهد که نوعی پیوستگی در آن دیده شود. پس پیوستگی، ویژگیِ بارز این نوع تاریخ‌نگاری است.
پیوسته گرایان معتقدند که علم امروز تا حد زیادی وامدار علم قدیم است. به عبارت دیگر، این متفکران و دانشمندان قدیم بوده‌اند که بنیاد علم جدید را پی افکنده‌اند. کرومبی یکی از مورخان علم و از طرفداران تز پیوستگی- که هم به پیوسته گرایی فیزیک و هم نجوم اعتقاد داشت- می‌گوید انقلاب علمی در قرن هفدهم اتفاق نیفتاده است، بلکه علم در سیر تکاملی خود یک سیر خطی داشته است. مایر یکی دیگر از متفکرین و طرفداران این تز بر این عقیده است که علم سده میانه، چه از نظر مفهومی و چه از نظر جنبه‌های روش شناختی، بر علوم جدید تأثیر بسزایی داشته است و اینگونه نیست که علوم جدید بتواند به کل خود را از علوم قدیم جدا کند.
نکتهٔ مهم در اینجا این است که وقتی در این رویکرد، مسئلهٔ صدق و کذب کنار رفت، قاعدتاً متافیزیک هم کنار می‌رود، چون آنچه با متافیزیک تلائم و ربط وثیق دارد مسئلهٔ صدق و کذب است؛ زیرا ما در متافیزیک به نحوی، به دنبال حقیقت و صدق هستیم. چون بنا به یک تقریر، ما در تاریخ، شاهد انقلاب‌های علمی ای هستیم که متافیزیک، نظریه‌های مبنایی و به‌طور کلی جهان بینی عوض می‌شود. اما زمانی که در این رویکرد قراردادگرایانه متافیزیک کنار گذاشته شد، مسلماً به جای گسست، شاهد پیوستگی خواهیم بود.
البته این نکته حائز اهمیت است که نمی‌توان همهٔ مورخان را در این دسته‌بندی استقراگرایانه و قراردادگرایانه جا داد؛ یعنی مورخانی وجود دارد که از هر دو رویکرد، می‌توان مولفه‌هایی در نگرش آنها دید. «پارهای مورخان علم که نه استقراگرا هستند و نه قراردادگرا، برخی ایده‌ها را از هر دو مکتب فکری پذیرفته‌اند، اما به شیوه ای التقاطی و نه سیستماتیک.» (ibid, p.153) مثلاً تاریخِ علمِ ویتاکر (E. T. Whittaker)، تاریخی استقراگرایانه با مؤلفه‌های قراردادگرایانه است. یا هربرت باترفیلد (Herbert Butterfield) در کتاب «مبانی علم نوین»[۳] تاریخ نگاریِ قراردادگرایانه ای است با آمیزه ای از ملاحظات استقراگرایانه. (ibid)
رویکرد قراردادگرایانه می‌کوشد تا به نوعی پیوستگی را میان نظریه‌های سابق و لاحِق برقرار کند. اما این رویکرد به این پرسش پاسخ نمی‌دهد که چرا یک اندیشه را عده ای اختیار کردند و چرا در زمانی، توافق و اجماع بر سر نظریه ای صورت گرفته است. در این رویکرد، موقعیتِ بروز و ظهورِ مسئله (problem situation) شرح و تبیین نمی‌شود و مشخص نمی‌گردد که آیا مسئله ای جدید در موقعیتی جدید رخ داده است که منجر به یک راه حلِ متفاوتی از قبل شده است؟ اما از آنجا که این رویکرد دائماً به دنبال نشان دادن پیوستگیِ تاریخ است، و از طرف دیگر نیز نمی‌خواهد خود را درگیر جزئیاتِ پرتفصیل تاریخ کند و متون را به صورت دقیق و ظریف بخواند و به تحلیل آنها بپردازد، لاجرم این توصیف و توضیح دربارهٔ تحول تاریخی مبهم و سربسته بیان می‌شود و این مورخان با سکوتی سرد از آن می‌گذرد. این مورخان نهایتاً نشان می‌دهند که تأثیری از اعصار گذشته وجود داشته است که باعث تحول اکنون شده است. اما این پیوستگی در تاریخ علم، برساختهٔ خود مورخِ قراردادگرا است. اتخاذ چنین رویکردی، نقدپذیری را تقلیل می‌دهد. البته بر خلاف رویکرد استقراگرایانه این حُسن را دارد که می‌توان از نگاه گذشتگان به رویدادهای و نظریه‌ها نگاه کرد. در این رویکرد، خطا اهمیت خود را از دست می‌دهد و ما دیگر شاهد آن تحولات انقلابی نیستیم و همه چیز را به صورت پیوسته و انتخاب نظریه‌های ساده‌تر می‌بینیم.
۳. تاریخ نگاریِ مبتنی بر عقلانیت نقاد (Critical Rationalist Historiography)
این رویکرد روش شناسانه، بدیلی برای دو رویکرد تاریخ نگارانهٔ فوق است. این بدیل در حقیقت در نتیجهٔ استفاده از آموزه‌های فلسفهٔ علم شکل گرفته است. البته فلسفهٔ علم مکاتب مختلفی دارد. اما آن چیزی که در اینجا مد نظر ماست و در کتاب آگاسی نیز بر آن تأکید رفته، عمدتاً آموزه‌های عقلانیت نقاد است. مهم‌ترین چیزی که می‌توان در تاریخ‌نگاری علم از آن استفاده کرد، آموزه ای بسیار ساده و در عین حال بسیار مهم است: اینکه اندیشه‌ها و نظریه‌های ما دربارهٔ عالم هیچ‌کدام موجّه، قطعی و مسلّم نیستند، بلکه همگی حدسی هستند و فرضیه‌هایی هستند که باید به آزمون گذاشته شوند.
حال اگر این نظریه‌های ما همگی فرضی و حدسی هستند، قاعدتاً نظریه‌های تاریخنگارانهٔ ما نیز حدسی و فرضی هستند؛ یعنی همان‌طور که دربارهٔ نظریه‌ها و فرضیه‌ها ذهن دانشمندان متأثر از پیش فرض‌ها و پیش داوری‌ها و مفروضات فلسفی و نظری اوست، در اینجا نیز تاریخ‌نگاری مورخ متأثر از پیش فرض‌ها و مفروضات پنهان و پیدای خلیده در ذهن اوست که در صورتبندی او از تاریخ ریزش می‌کند؛ لذا ما با گزارش‌های تاریخی عریان سروکار داریم، بلکه با گزارش‌های تاریخی مورخ مواجهیم نه واقعیت‌های تاریخی. هیچ مورخی- و البته هیچ فردی- به واقعیت تاریخ آنچنان که رخ داده دسترسی ندارد و لذا هیچ معرفت تاریخی عریان و مطابق با واقعی نداریم. و لذا گزارش یا تبیین مورخ علم کاملاً خطاپذیر و نقدپذیر است.
اگر رویدادهای تاریخی را در بستر و زمینهٔ تاریخی خود مورد ارزیابی قرار دهیم و موقعیت بروز و ظهور مسئله (problem situation) را در آنجا بازسازی کنیم_ که البته این بازسازی نیز حدسی است_ در این صورت می‌توانیم تلاش‌های خلاقانهٔ دانشمندان را بهتر درک کنیم؛ لذا در این رویکرد جدید برای تاریخ‌نگاری، داشتن قوهٔ تخیل تاریخی بسیار مهم است و مورخ باید واجد نبوغی باشد که بتواند بازسازی‌های تاریخی را در آن موقعیت مسائل ارائه کند. ما امروزه با موقعیت کنونی خود واجد مزیتی به نام وقوفِ بعد از وقوع (hindsight) هستیم. این وقوف پس از وقوع می‌تواند برای ما مفید باشد، از این حیث که می‌توان با استفاده از نظریه‌های امروز بفهمیم کجای نظریه‌ها و راه حل‌های قبلی خطا بوده است؛ لذا در عین تشخیص خطا، خطاها را به منزلهٔ بی‌ارزش جلوه دادن فعالیت و کاوش کنشگران و دانشمندان در آن موقعیت خاص تاریخی نمی‌دانیم. در عین حال این وقوفِ بعد از وقوع به ما کمک می‌کند که برای بیان یک مسئلهٔ تاریخی، مثلاً تحلیل اینکه اتر و ماجرای آنچه بوده است، بیشتر از یک حد خاصی وارد جزئیات نشویم و همین قدر که بدانیم فی المثل آینشتاین در کنارگذاشتن اتر تا چه اندازه از اندیشه‌های قبلی خود متأثر بوده، برای یک مسئلهٔ تاریخی خاص کفایت می‌کند.
لذا با این رویکرد جدید نظریهٔ فلوژیستون نه یک پیش داوری است (برخلاف رویکرد استقراگرایانه) و نه یک فرضیهٔ غیرقابل انتقادی است که محدودهٔ کاربرد بسیار کمی دارد و نظریه‌های سادهٔ لاحِق، جایگزین آن نظریهٔ سابق شده‌اند (بر خلاف رویکرد قراردادگرایانه). بلکه ما این نظریه را به چشم یک آموزهٔ علمی قابل نقد می‌بینیم؛ لذا در این رویکرد حتماً باید موقعیت مسئله_ یا به تعبیر پوپر «منطق موقعیت کنشگران» (situational logic)_ را روشن کنیم. این منطق موقعیت البته متکی به اصل عقلانیت است: بدین معنی که کنشکران افراد نادانی نبوده‌اند، بلکه انسانهای هوشیارِ باذکاوتی بوده‌اند که برای حل مسائل خود، در موقعیت خاص خود، و در حد توان و امکانات موجود آن زمان، عقلانی و هوشمندانه عمل کرده‌اند. و کار مورخ حدس آن راه حل‌ها و بازسازی راه حل‌های آنهاست. در این بازسازی کشف محدودیتهایی که بر این کنشگران و شخصیتهای تاریخی حاکم بوده بسیار مهم است. کشف آنها است که برای ما توضیح می‌دهد که چرا بسیاری از کشف‌ها مدتها قبل صورت نگرفتند و چرا راه حل‌هایی که امروزه به ذهن ما می‌رسند در آن زمان به ذهن دانشمندان نرسیده‌اند.
در رویکرد قراردادگرایانه خطای گذشتگان ارزش و اصالتی نداشت. اما در این رویکرد اولاً خطا دارای ارزش است و بسیاری از خطاهای دانشمندان را باید به چشم افتخار نگریست، و ثانیاً با عینک نظریه‌های همان موقعیت تاریخی، فعالیت‌ها، کاوش‌ها و دستاوردهای دانشمندان را مورد بازسازی و ارزیابی قرار داد (نفیِ نگاهِ ویگی به تاریخ). به علاوه در این رویکرد نشان می‌دهیم که چرا یک نظریه در یک بستر تاریخی خاص قابل طرح نبوده است؛ مثلاً کوایره نشان می‌دهد که نظریهٔ اینرسی گالیله در بستر نظام ارسطویی قابل طرح نبود و مدت‌ها به تعویق افتاد. آنقدر به تعویق افتاد تا اینکه متافیزیک ارشمیدسی و فهم رنسانس از نظام دینامیکی وارد قضیه شد و گذاری از آن متافیزیک و دینامیک ارسطویی به ارشمیدسی صورت گرفت تا اینکه این مفهوم و این نظریه در این بستر جدید قابل طرح و بسط گردید.
و نکتهٔ آخر اینکه اولاً نه تنها هیچ روایت تاریخی، یک تاریخ نهاییِ مبتنی بر واقعیت نیست، بلکه بهتر است که مورخانِ بیشتری، در زمان‌های مختلف، و از منظرهای متفاوتی، تاریخِ یک دورهٔ خاص و یک مسئلهٔ خاص را بکاوند و آن را بازسازی کنند تا بدین طریق به روایت‌های تاریخی بهتری دست یابیم. در واقع همهٔ این روایت‌های تاریخی به نوعی مکمل یکدیگرند؛ ثانیاً هر روایت تاریخی و هر بازسازیِ تاریخی قابل نقد است، چراکه آنها از جنس گزاره‌های تاریخی هستند، نه آنچه به واقع در تاریخ رخ داده‌اند؛ ثالثاً «کار مورخ نمره دادن به گذشته نیست، بلکه درک و فهمیدن آن است.»[۴]
[1]. Science and Its History, A Reassessment of the Historiography of Science, Agassi, Joseph, ۱۹۶۳
[2]. Florian Cajori, History of Physics, First Edition, ۱۸۹۹
[3]. The Origins of Modern Science 1300-1800, Herbert Butterfield, ۱۹۶۵
م‍ب‍ان‍ی ع‍ل‍م ن‍وی‍ن: (۱۳۰۰–۱۸۰۰)، ه‍رب‍رت ب‍ات‍رف‍ی‍ل‍د؛ م‍ت‍رج‍م ی‍ح‍ی‍ی ن‍ق‍اش‍ی‌ص‍ب‍ح‍ی، ت‍ه‍ران: ش‍رک‍ت ان‍ت‍ش‍ارات ع‍ل‍م‍ی و ف‍ره‍ن‍گ‍ی‏‫، ۱۳۷۹.
[۴]. «سرآغازهای علم در غرب»، دیوید سی. لیندبرگ، مترجم دکتر فریدون بدره ای، ص۴۷۱، انتشارات علمی و فرهنگی، ۱۳۷۷.
- نوشتار فوق برگرفته از نوشته‌ای است تحت عنوان «ملاحظاتی روش شناختی در تاریخ‌نگاری علم»، محسن خادمی، ویرگول.